# Portable Document Format
Portable Document Format (PDF) – format plików służący do prezentacji, przenoszenia i drukowania treści tekstowo-graficznych, opracowany przez firmę Adobe Systems. Obecnie rozwijany i utrzymywany przez Międzynarodową Organizację Normalizacyjną.
Dostępna jest bezpłatnie pełna specyfikacja formatu PDF. 29 stycznia 2007 firma Adobe postanowiła w całości otworzyć format PDF i przekazać jego pełną specyfikację organizacji AIIM. Dnia 2 lipca 2008 Międzynarodowa Organizacja Normalizacyjna opublikowała standard ISO 32000-1:2008 bazujący na PDF 1.7 autorstwa Adobe. W lipcu 2017 roku został opublikowany standard ISO 32000-2:2017, znany też jako PDF 2.0.

## Oprogramowanie
W związku z ustandaryzowaniem formatu PDF przez ISO dostępnych jest wiele darmowych (w tym na licencji GPL) programów czytających pliki, jak i eksportujących do tego standardu. Istnieje szereg aplikacji mogących wyświetlać, tworzyć i modyfikować pliki w tym formacie na wszystkich systemach operacyjnych – od LibreOffice po skrypt Ghostscript dla systemu Windows, który działa na zasadzie wirtualnej drukarki. Istnieją również aplikacje on-line służące do tworzenia PDF, np. FPDF.
Praktycznie wszystkie pakiety biurowe (np. LibreOffice) oraz wszystkie współczesne programy DTP udostępniają możliwość eksportu dokumentów do formatu PDF. Możliwość bezpośredniego wyświetlania plików PDF posiadają także przeglądarki internetowe (np. Mozilla Firefox).
Dla oprogramowania Microsoft Word dla Microsoft 365 oraz od wersji Word 2013 istnieje możliwość otworzenie pliku PDF i przekonwertowania go do dokumentu programu Word. Również zapisując plik do formatu PDF, Microsoft Word pozwala utworzyć zakładki, dodać opis pliku (autor, tytuł, temat, słowa kluczowe), zachowując standard Unicode, umożliwia także zoptymalizować wielkość pliku pod kątem publikowania i drukowania, a także włączyć szyfrowanie dokumentu za pomocą hasła.

## Bezpieczeństwo
Istnieje możliwość szyfrowania dokumentów PDF i specyfikowania ograniczeń czynności, które nie mogą być dokonywane przez użytkownika (DRM).
Żeby otworzyć zaszyfrowany dokument, należy znać hasło użytkownika. Pierwotnie stosowany był szyfr o 40-bitowym kluczu, co nie zapewniało jednak wystarczającego bezpieczeństwa. W nowszych wersjach używa się szyfru o kluczu 256-bitowym, co czyni go znacznie odporniejszym na próby złamania.
Pozostałe zabezpieczenia polegają na tym, że bez podania „hasła głównego” oprogramowanie Adobe nie pozwoli na wykonywanie czynności zabronionych w odpowiednim polu dokumentu PDF. Mogą to być: kopiowanie tekstu i obrazków (poza system PDF, gdzie można je np. wkleić do e-maila, umieścić na stronie WWW itd.), drukowanie, modyfikacja, wypełnianie formularzy i kilka innych. Funkcja ta nie ma jednak żadnych kryptograficznych zabezpieczeń i z łatwością można te zabezpieczenia obejść otwierając dokument w innym programie lub modyfikując dokument celem zmiany listy zabronionych czynności za pomocą jednego z wielu przeznaczonych do tego narzędzi.
Obchodzenie tych zabezpieczeń samo w sobie nie stanowi naruszenia praw autorskich.

## Zalety stosowania dokumentów PDF
Format PDF powstał jako format mający na celu eliminacje błędów z wyświetlaniem dokumentów przez różne czytniki z powodu zróżnicowanych i niekompatybilnych standardów. Ujednolicenie standardu zachowuje pełny wygląd dokumentu bez względu na to, z jakiego oprogramowania czy systemu korzystano – dokument można przenosić pomiędzy systemami/komputerami (stąd portable w nazwie) i wygląda on zawsze tak samo.
Możliwość zapisania obszernych dokumentów w jednym pliku PDF, po którym poruszanie się dzięki zakładkom (bookmarks) i wewnętrznym odnośnikom (hiperłączom) jest ułatwione, sprawia, że format coraz częściej stosowany jest również do prezentacji on-line (czytania na ekranie).
Polskie prawo zabrania stosowania formatów własnościowych w przypadku komunikacji z obywatelami, dlatego ustandaryzowany przez ISO format PDF jest najczęściej wykorzystywany przy kontaktach na styku urząd-obywatel.

## Struktura pliku

### Header
Pierwsza linia pliku składa się z ciągu znaków %PDF-[wersja_pdf], gdzie wersja_pdf może być przykładowo 1.5.
Kolejna linia zawiera ciąg znaków %[abcd*], gdzie abcd* oznaczają 4 (lub więcej) znaków ASCII o kodzie większym od 127, np. âãÏÓ.